# АЕС Аско
АЕС Аско (кат. Central Nuclear d'Ascó, ісп. Central Nuclear de Ascó) — активна атомна електростанція на північному сході Іспанії в Каталонії.
АЕС розташована на березі річки Ебро в муніципалітеті Аско провінції Таррагона за 60 км на південь від міста Лерида.
АЕС має в своєму складі два реактори з водою під тиском (PWR) компанії Westinghouse. Тип охолодження — відкритий і змішаний цикл (річка Ебро).

## Інциденти
У листопаді 2007 року на реакторі енергоблоку № 1 сталася аварія, класифікована 2-м рівнем по міжнародній шкалі ядерних подій (INES), — викид радіації при завантаженні палива. Однак стало про неї відомо лише в березні 2008 року, коли була виявлена підвищена радіоактивність в повітрі біля станції. За цей інцидент керівництво АЕС було оштрафовано, а директор АЕС Аско звільнений. Варто зазначити, що за період після аварії до виявлення підвищеної радіоактивності на станції побували понад півтори тисячі осіб, включаючи кілька груп школярів, які побували на станції з екскурсією. 23 квітня, незабаром після виявлення зростання радіації біля станції було затримано вантажівку, яка вивозила зі станції сміття на звалище. І вантажівка, і сміття виявилися радіоактивними. Робота звалища була припинена.
23 вересня 2008 року була зупинена Аско-1 через витік масла в одному з агрегатів.
20 липня 2009 року була зупинена Аско-1. Незапланована зупинка сталася автоматично після того, як мимоволі активувалися два з чотирьох каналів для вимірювання потоків нейтронів. У момент зупинки станція працювала на 45 % своєї потужності, оскільки на ній проводилися профілактичні роботи.

## Інформація по енергоблокам
| Реактор | Тип реактора    | Потужність (нетто) | Потужність (брутто) | Початок будівництва | Фізпуск    | Підключення до мережі | Введення в експлуатацію | Завершення експлуатації |
| ------- | --------------- | ------------------ | ------------------- | ------------------- | ---------- | --------------------- | ----------------------- | ----------------------- |
| Аско-1  | PWR, W (3-loop) | 995 МВт            | 1033 МВт            | 16.05.1974          | 16.06.1983 | 13.08.1983            | 10.12.1984              | —                       |
| Аско-2  | PWR, W (3-loop) | 997 МВт            | 1035 МВт            | 07.03.1975          | 11.09.1985 | 23.10.1985            | 31.03.1986              | —                       |